# 6122 Henrard
6122 Henrard este un asteroid din centura principală de asteroizi.

## Descriere
6122 Henrard este un asteroid din centura principală de asteroizi. A fost descoperit pe 21 septembrie 1987 la Stația Anderson Mesa de Edward L. G. Bowell. El prezintă o orbită caracterizată de o semiaxă mare de 2,33 ua, o excentricitate de 0,16 și o înclinație de 10,5° în raport cu ecliptica.